# هجوم مضلل
الهجمات المضللة هي النشر المتعمد للمعلومات الخاطئة، غايتها النهائية تضليل الجمهور أو إرباكه أو التلاعب به. يمكن أن تُنفذ الهجمات المضللة من قِبل جهات حكومية أو غير حكومية للتأثير على شعب محلي أو أجنبي. تُستخدم هذه الهجمات عمومًا لإعادة تشكيل المواقف والاعتقادات، أو لتسيير أجندة معينة، أو لاستنباط أفعال معينة من جمهور مستهدف.
يمكن استخدام الهجمات المضللة من خلال وسائل الإعلام التقليدية، كالقنوات التلفزيونية والإذاعات التي ترعاها الدولة. على أي حال، تزايد انتشار الهجمات المضللة وازدادت فعاليتها مع ظهور وسائل التواصل الاجتماعي. استُغلت الأدوات الرقمية مثل البوتات والخوارزميات وتقنية الذكاء الاصطناعي في نشر المعلومات المضللة وتوسيع دائرة الجماهير المستهدفة جزئيًا على المنصات الرقمية مثل إنستغرام وتويتر وفيسبوك ويوتيوب.
يمكن للهجمات المضللة أن تشكل تهديدًا على الديمقراطية في فضاءات الإنترنت، وعلى نزاهة العملية الانتخابية مثل الانتخابات الرئاسية الأمريكية لعام 2016، وعلى الأمن القومي بشكل عام.
تتضمن الإجراءات الدفاعية تطبيقات تعلم الآلة التي يمكنها أن تحدد التضليل على المنصات، وأنظمة التصحيح الخوارزمية والتدقيقية، ومن الإجراءات أيضًا التعاون بين شركات التواصل الاجتماعي الخاصة والحكومات في إيجاد الحلول وتقاسم المعلومات الأساسية. يجري وضع برامج تعليمية لتثقيف الأشخاص حول كيفية التمييز بين الحقائق والمعلومات المضللة على شبكة الإنترنت بشكل أفضل.

## أساليب الهجوم المضلل

### وسائل الإعلام التقليدية
يمكن استخدام القنوات الإعلامية التقليدية لنشر المعلومات المضللة. على سبيل المثال، تهدف روسيا اليوم، وهي محطة إخبارية ذات تمويل حكومي تبث عالميًا، إلى تعزيز سمعة روسيا في الخارج وتصور البلاد الغربية، مثل الولايات المتحدة، في صورة سلبية. تتناول الجوانب السلبية للولايات المتحدة وتطرح نظريات مؤامرة تهدف إلى تضليل وخداع جمهورها.

### وسائل التواصل الاجتماعي
يستخدم مرتكبو التضليل وسائل التواصل الاجتماعي بشكل أساسي كوسيلة لنشر المعلومات المضللة. يستغلون أدوات متنوعة لتنفيذ الهجمات المضللة، مثل البوتات والخوارزميات وتقنية التزييف العميق وأسس علم النفس.
- البوتات هي عناصر آلية مؤتمتة يمكنها أن تُنتج وتنشر محتوىً على منصات التواصل الاجتماعي الالكترونية. يمكن للعديد من البوتات أن تنخرط في تفاعلات أولية مع البشر ومع بوتات أخرى. في حملات التضليل، تُفعّل هذه البوتات لنشر المعلومات المضللة بسرعة ولاختراق شبكات التواصل الاجتماعي الرقمية. يمكن للبوتات أن تعطي وهمًا بأن جزءًا من المعلومة يأتي من مجموعة من المصادر المختلفة. وبذلك، تجعل محتوى حملات التضليل يبدو قابلًا للتصديق من خلال التعرض المتكرر والمتنوع. من خلال غمر قنوات التواصل الاجتماعي بمحتوى متكرر، يمكن للبوتات أن تغير الخوارزميات وتحول الاهتمام على شبكة الإنترنت إلى محتوى مضلل.[7]
- تُستغل الخوارزميات في توسيع انتشار المعلومات المضللة. تُصفّي الخوارزميات المعلومات وتكيّفها من أجل المستخدمين وتعدل المحتوى الذي يتلقونه. وجدت دراسة أنه يمكن للخوارزميات أن تكون طرق إمداد متطرفة لأنها تقدم المحتوى بناءً على مستويات تفاعل مستخدميه. يُجذَب المستخدمون أكثر إلى محتوى متطرف وصادم وخاطف للانتباه. نتيجة لذلك، يمكن للمنشورات المتطرفة الملفتة أن تحظى بمستويات عالية من التفاعل من خلال الخوارزميات. يمكن لحملات التضليل أن تُفعِّل خوارزميات معينة لتوسيع محتواها المتشدد وزرع التطرف على الشبكة الإلكترونية.[8]
- التزييف العميق هو محتوى رقمي جرى التلاعب به. يمكن تسخير تقنية التزييف العميق للتشهير والابتزاز وانتحال الشخصيات. بسبب فعاليته وتكلفته المنخفضة، يمكن استخدام تقنية التزييف العميق لنشر المعلومات المضللة على نحو أسرع وبحجم أكبر مما يمكن للبشر نشره. يمكن لحملات التضليل أن تستغل تقنية التزييف العميق لإنتاج معلومات مضللة تخص أشخاصًا أو دولًا أو مفاهيمًا. يمكن تحويل تقنية التزييف العميق إلى سلاح لتضليل الجمهور ونشر الأكاذيب.
- تُطبق السيكولوجيا البشرية أيضًا لجعل الهجمات المضللة أكثر فعالية وانتشارًا. تساهم الظواهر النفسية، مثل التنميط ومبدأ الانحياز التأكيدي والاهتمام الانتقائي والأفكار المكررة (أو غرف الصدى)، بانتشار التضليل ونجاحه على المنصات الرقمية. غالبًا ما تُعتبر الهجمات المضللة نوعًا من الأسلحة النفسية بسبب استخدامها للتقنيات النفسية من أجل التلاعب بالجماهير.[9]

## أمثلة

### هجمات تضليل الناخب المحلي
تُستخدم هجمات تضليل الناخب المحلي في معظم الأحيان من قِبل الحكام المستبدين بهدف التستر على الفساد الانتخابي. تتضمن عملية تضليل الناخبين تصريحات عامة تؤكد على شرعية العمليات الانتخابية المحلية وتصريحات تشكك بمراقبي الانتخابات. يمكن توظيف شركات العلاقات العامة أيضًا لتنفيذ حملات تضليل متخصصة، تشمل الإعلانات في وسائط الإعلام وممارسة الضغط المخفي. على سبيل المثال، وَظفت الجهات الحكومية هجمات تضليل الناخبين من أجل إعادة انتخاب إلهام علييف في الانتخابات الرئاسية الأذربيجانية لعام 2013. قيدوا المراقبة الانتخابية، بسماحهم لمجموعات معينة فقط، مثل حلفاء الجمهورية السوفييتية السابقة، بمراقبة سير العملية الانتخابية. استُخدمت شركات العلاقات العامة أيضًا لنشر رواية الانتخابات الديمقراطية النزيهة.

### الحملات الروسية
- أنفقت عملية روسية معروفة باسم وكالة البحث على الإنترنت (آي آر إيه) الآلاف على الإعلانات في وسائل التواصل الاجتماعي للتأثير على الانتخابات الرئاسية الأمريكية لعام 2016. استغلت هذه الإعلانات السياسية بيانات المستخدمين من أجل عمليات الاستهداف الجزئي ونشر معلومات مضللة لجمهور معين، والغاية النهائية من ذلك زيادة الاستقطاب وتقويض الثقة العامة تجاه المؤسسات السياسية. وجد مشروع البروباغندا الحسابية في جامعة أكسفورد أن إعلانات وكالة البحث على الإنترنت قد سعت على وجه الخصوص إلى زرع الريبة تجاه الحكومة الأمريكية بين الأمريكيين المكسيكيين وتثبيط الإقبال الانتخابي بين الأمريكيين الأفارقة.[11]
- روسيا اليوم هي قناة إخبارية ممولة من قِبل الدولة تهدف إلى تعزيز سمعة روسيا في الخارج وتصور الدول الغربية بطريقة سلبية. عملت كمنصة لنشر بروباغندا ومؤامراتٍ حول الدول الغربية مثل الولايات المتحدة.
- خلال الحرب الروسية الأوكرانية لعام 2014، جمعت روسيا وسائل الحرب القتالية التقليدية مع الهجمات المضللة في إستراتيجية دفاعها. فُعّلت الهجمات المضللة لزرع الشك والإرباك في شعب العدو ولترهيب الخصوم وتقويض الثقة العامة تجاه المؤسسات الأوكرانية ولتعزيز سمعة روسيا وشرعيتها. سمحت هذه الحرب الهجينة لروسيا بأن تمارس هيمنة مادية ونفسية على الشعوب المستهدفة أثناء النزاع.[12]

### حملات بارزة أخرى
يساعد تطبيق يدعى «فجر البشائر»، استُحدث من قِبل أعضاء الدولة الإسلامية، في جهود المنظمة لنشر التضليل بشكل سريع في قنوات التواصل الاجتماعي. حين يُحمِّل المستخدم التطبيق، فإنه يُدفع إلى ربطه مع حساب التويتر خاصته ويمنح التطبيق الإمكانية لكتابة التغريدات من حساب المستخدم الشخصي. نتيجة لذلك، يسمح هذا التطبيق بإرسال التغريدات الآلية المؤتمتة من حسابات مستخدمين حقيقيين ويساعد في خلق ترندات عبر تويتر تزيد انتشار المعلومات المضللة التي تنتجها الدولة الإسلامية على نطاق عالمي.

## مشاغل أخلاقية
هناك قلق متزايد حول إمكانية استخدام روسيا للهجمات المضللة من أجل زعزعة استقرار عدة أعضاء في حلف الناتو، مثل دول البلطيق. تكون الدول ذات الساحات السياسية شديدة الاستقطاب والتي ثقة الشعب فيها ضعيفة تجاه الحكومة والإعلام المحلي، هشة أمام الهجمات المضللة. يمكن أن توظف روسيا المعلومات المضللة والبروباغندا والترهيب لإجبار هكذا دول على قبول الروايات الإخبارية الروسية وأجندتها.
يمكن للهجمات المضللة أن تقوض الديمقراطية في الفضاء الرقمي. بمساعدة الخوارزميات والبوتات، يمكن تضخيم المعلومات المضللة والأخبار المزيفة، وتحديد ملقمات محتوى المستخدمين، وتطوير غرف الصدى بسهولة. بهذه الطريقة، يمكن للهجمات المضللة أن تولد قطبية سياسية وأن تغير الخطاب العام.
أثناء الانتخابات الرئاسية الأمريكية لعام 2016، وَظفت حملات التأثير الروسية تقنيات القرصنة وهجمات التضليل لإرباك العامة حول قضايا سياسية رئيسية وزرعت الشقاق. يقلق الخبراء من ازدياد استخدام الهجمات المضللة للتأثير على الانتخابات الوطنية والعمليات الديمقراطية.